# Sainte-Reine (Saboia)
Sainte-Reine é uma comuna francesa na região administrativa de Auvérnia-Ródano-Alpes, no departamento de Saboia. Estende-se por uma área de 14,62 km². Em 2010 a comuna tinha 173 habitantes (densidade: 11,8 hab./km²).